# Bagisarinae
Bagisarinae zijn een onderfamilie van vlinders in de familie van de uilen (Noctuidae). De wetenschappelijke naam van deze onderfamilie werd voor het eerst in 1956 gepubliceerd door Samuel Ebb Crumb.

## Geslachten
(Indicatie van aantallen soorten per geslacht tussen haakjes)
- Amyna Guenée, 1852 (39)
- Argyrosticta Hübner, 1821 (12)
- Bagisara Walker, 1858 (19)
- Brevipecten Hampson, 1894 (22)
- Calymniops Hampson, 1926 (3)
- Chasmina Walker, 1856 (20)
- Concana Walker, 1858 (4)
- Diopa Walker, 1858 (5)
- Dyrzela Walker, 1858 (11)
- Encruphion Schaus, 1914 (5)
- Honeyia Hacker & Fibiger, 2007 (8)
- Imosca Sugi, 1984 (2)
- Parangitia Druce, 1909 (22)
- Pardoxia Vives Moreno & González Prada, 1981 (3)
- Pseudocosmia Kononenko, 1985 (1)
- Ramadasa Moore, 1877 (7)
- Sphragifera Staudinger, 1892 (6)
- Vespola Walker, 1867 (3)
- Xanthodes Guenée, 1852 (6)